# Горадіз
Горадіз (Городиз та Герадіз) — місто та муніципалітет у Фізулінському районі Азербайджану. Населення — 3950 мешканців. Під час Нагорно-Карабахської війни місто було окуповане вірменськими та карабахськими військами з 24 жовтня 1993 року по 5 січня 1994 року, коли його було визволено збройними силам Азербайджану. Горадіз отримав статус міста 23 жовтня 2007 року, ставши тимчасовою столицею Фізулінського району внаслідок окупації Фізулі Військами Вірменії з 23 серпня 1993 року.